# Dorfkirche Ködderitzsch

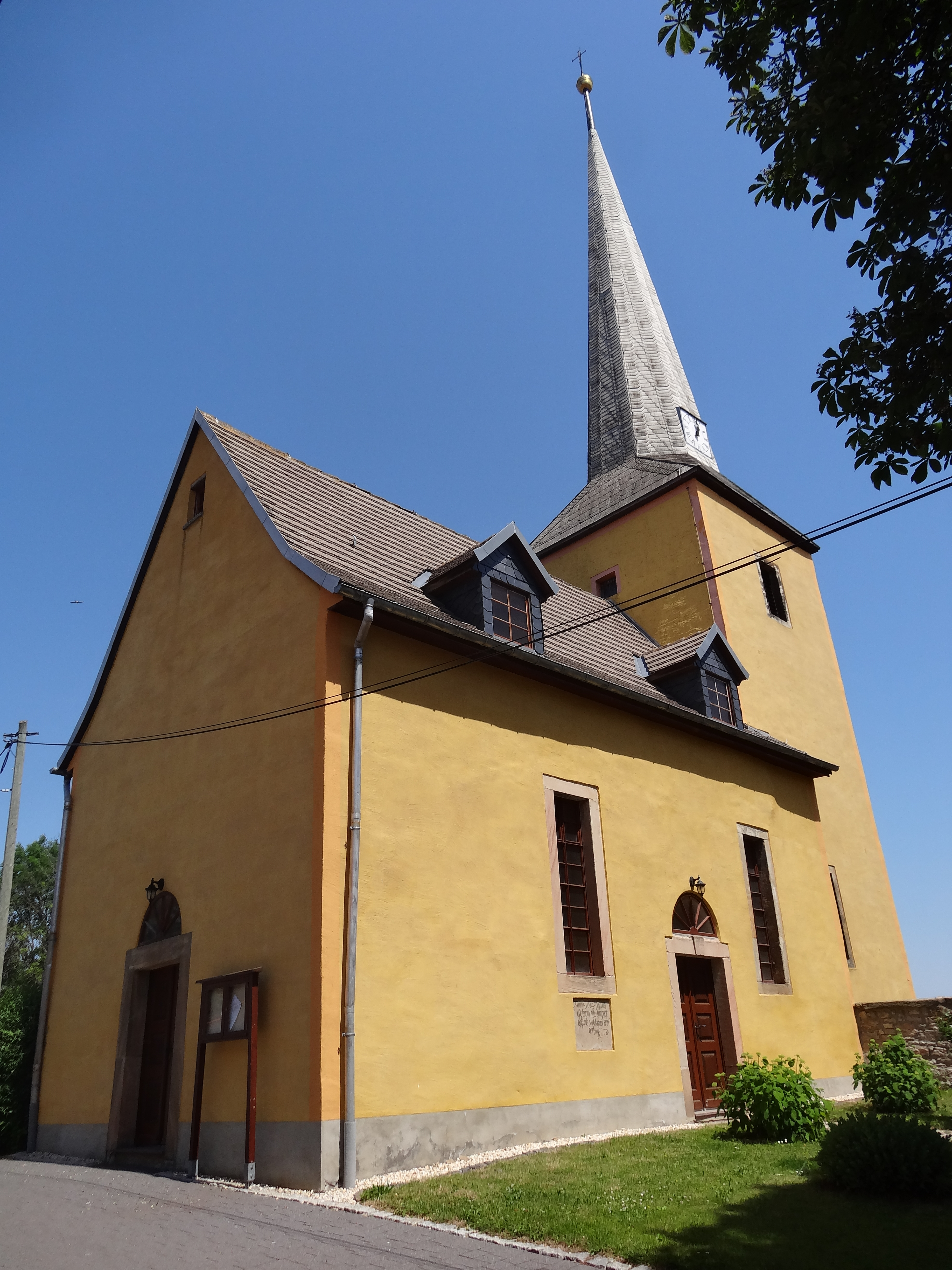
Kirche von Ködderitzsch

Die Dorfkirche Ködderitzsch steht im Ortsteil Ködderitzsch der Stadt Bad Sulza im Landkreis Weimarer Land in Thüringen. Sie gehört zur Kirchgemeinde Bad Sulza im Kirchenkreis Apolda-Buttstädt der Evangelischen Kirche in Mitteldeutschland.

## Geschichte
Die Pfarrkirche Ködderitzsch aus dem 17. Jahrhundert wurde zwischen 1604 und 1629 errichtet.
Der schiefergedeckte Turm ist viereckig angelegt, trägt einen Spitzturm mit Saumdach sowie eine Turmuhr.
Das Kirchenschiff besitzt ein Rundbogenportal und zwei Viereckfenster.
Auf dem Kirchhof stehen prägende Bäume.
Die erste Orgel der Kirche aus dem Jahr 1749 schuf ein unbekannter Meister. Sie wurde im 19. Jh. von den Gebr. Peternell (Seligenthal) umgebaut. Im Turm läuten zwei Eisenhartgussglocken der Firma Ulrich & Weule (Apolda & Bockenem) aus den Jahren 1921 und 1922.